# Laziji
Laziji (v doslovném překladu kořeněné kuře), je pokrm sečuánské kuchyně. Jedná se o pokrm z kuřecího masa, které je připravené pomocí čínské techniky smažení stir-fried. Kousky kuřecího masa se před smažením marinují. Dále se přidávají sušené sečuánské chilli papričky, kořeněná fazolová pasta, sečuánský pepř, česnek a zázvor. 
Na ozdobu jídla se často používají opečené sezamové semínka a nakrájená jarní cibulka.  Strávnici používají hůlky, aby vybrali kousky kuřecího masa a chilli nechávají v misce. 